# Koning Haakon VII-zee
De Koning Haakon VII-zee (Engels: King Haakon VII Sea) is een voorgestelde naam voor een deel van de Zuidelijke Oceaan aan de kust van Oost-Antarctica.

## Geografie
De Internationale Hydrografische Organisatie (IHO), vaak erkend als de autoriteit voor wereldwijde namen van waterlichamen, neemt deze zeenaam niet op. Het IHO-voorstel uit 2002 is nooit goedgekeurd door de IHO (of enige andere organisatie) en het IHO-document uit 1953 (dat de naam niet bevat) blijft van kracht. De meeste toonaangevende geografische autoriteiten en atlassen gebruiken de naam niet, inclusief de 10e editie van de Wereldatlas uit 2014 van de National Geographic Society.
Volgens een voorgestelde definitie zou de zee zich tussen de Weddellzee en een voorgestelde Lazarevzee bevinden, en zich dus alleen uitstrekken langs de Prinses Marthakust van Kaap Norvegia op 12°18′ WL, het meest oostelijke punt van de Weddellzee, tot aan het Fimbul-ijsplateau, dicht bij de nulmeridiaan op 0°0′, die wordt voorgesteld als de westelijke grens van de Lazarevzee.
Vanuit Noors gezichtspunt, dat ook de Lazarevzee niet erkent, ligt de Koning Haakon VII-zee langs de gehele kust van Koningin Maudland tussen 20° WL en 45° OL en strekt zich uit over ongeveer 10.090 kilometer vanaf de Stancomb-Willsgletsjer op 19° WL aan de Prinses Marthakust in het westen tot de Shinnangletsjer op 44°38′ OL aan de oostgrens van de Prins Olavkuast in het oosten.
Het water is hier het grootste deel van het jaar bedekt met ijs. Tijdens de herfst vormt zich pakijs dat pas in de lente uiteenvalt. De ruwe coördinaten van het voorgestelde zeegebied zouden 67° ZB 20° OL zijn.
Het gebied is een belangrijk leefgebied voor de Rosszeehond (Ommatophoca rossii).

## Geschiedenis
Op 27 januari 1820 maakte de Rus Fabian Gottlieb von Bellingshausen de eerste bevestigde waarneming van Terra Australis (Antarctica) terwijl hij door dit gebied nabij de Fimbul-ijsplateau aan de kust van Prinses Märtha voer.
Het gebied is genoemd ter ere van Haakon VII, de eerste koning van Noorwegen na de ontbinding uit Zweden.